# Fred F. Sears
Fred F. Sears (7 de julio de 1913 – 30 de noviembre de 1957) fue un actor y director cinematográfico de nacionalidad estadounidense.

## Biografía
Su nombre completo era Frederick Francis Sears, y nació en Boston, Massachusetts. Estudiante del Boston College, hubo de interrumpir su formación a causa de la Gran Depresión en 1929. Posteriormente, pasó 24 años en la ciudad de Nueva York. Allí, en enero de 1937 debutó como actor teatral con la obra Rising Tide. A finales de 1940 se incorporó al circuito teatro Off-Broadway, actuando en piezas como Censored, Lorelei, Quiet, Please! y Cue for Passion. Más adelante también se dedicó a la dirección y producción escénica, trabajando en el Westchester Playhouse de Nueva York. En 1941 fue director del Little Theatre en Memphis, Tennessee, y en esa ciudad Sears enseñó actuación clásica en la Southwestern University.
En 1943 se incorporó a la Ejército de Estados Unidos, e inmediatamente después del final de la Segunda Guerra Mundial, se trasladó a Hollywood, siendo contratado en 1945 por Columbia Pictures para trabajar como actor. En total, entre 1947 y 1952 actuó en más de 60 películas, haciendo principalmente pequeños papeles sin mención en los créditos.
Su debut como director cinematográfico llegó en 1949 con el film Desert Vigilante, siendo director, a lo largo de su carrera, de una cincuentena de producciones. No se centró en ningún género en particular, y dirigió, entre otras, una película sobre el rock and roll, Rock Around The Clock (con Bill Haley), la cinta de ciencia ficción de serie B Earth vs. the Flying Saucers, así como varios westerns. Dirigió su última película, Ghost of the China Sea, en 1958.
Fred F. Sears falleció en su oficina de Columbia Pictures en Hollywood, California, en 1957, a causa de una hemorragia cerebral. Fue enterrado en el Cementerio de Holy Cross, en Culver City.

## Filmografía

### Director
- Desert Vigilante (1949)
- Horsemen of the Sierras (1949)
- Across the Badlands (1950)
- Raiders of Tomahawk Creek (1950)
- Lightning Guns (1950)
- Prairie Roundup (1951)
- Ridin' the Outlaw Trail (1951)
- Snake River Desperadoes (1951)
- Bonanza Town (1951)
- Pecos River (1951)
- Smoky Canyon (1952)
- The Hawk of Wild River (1952)
- Blackhawk: Fearless Champion of Freedom (1952)
- The Kid from Broken Gun (1952)
- Last Train from Bombay (1952)
- Target Hong Kong (1953)
- Ambush at Tomahawk Gap (1953)
- The 49th Man (1953)
- Sky Commando (1953)
- Mission Over Korea (1953)
- The Nebraskan (1953)
- El Alaméin (1953)
- The Ford Television Theatre – serie TV, 5 episodios (1954-1955)
- Overland Pacific (1954)
- Wyoming Renegades (1954)
- Massacre Canyon (1954)
- The Miami Story (1954)
- The Outlaw Stallion (1954)
- Celebrity Playhouse – serie TV, 2 episodios (1955-1956)
- Cell 2455 Death Row (1955)
- Damon Runyon Theater – serie TV, un episodio (1955)
- Chicago Syndicate (1955)
- Apache Ambush (1955)
- Teen-Age Crime Wave (1955)
- Inside Detroit (1956)
- Fury at Gunsight Pass (1956)
- Rock Around the Clock (1956)
- Earth vs. the Flying Saucers (1956)
- The Werewolf (1956)
- Miami Exposé (1956)
- Cha-Cha-Cha Boom! (1956)
- Don't Knock the Rock (1956)
- Rumble on the Docks (1956)
- Utah Blaine (1957)
- Calypso Heat Wave (1957)
- The Giant Claw (1957)
- The Night the World Exploded (1957)
- The Web – serie TV, un episodio (1957)
- Escape from San Quentin (1957)
- The World Was His Jury (1958)
- Going Steady (1958)
- Crash Landing (1958)
- Badman's Country (1958)
- Ghost of the China Sea (1958)

### Actor
- The Return of Rusty (1946)
- The Jolson Story (1946)
- Blondie Knows Best (1946)
- Lone Star Moonlight (1946)
- The Lone Hand Texan (1947)
- Millie's Daughter (1947)
- West of Dodge City (1947)
- Blondie's Holiday (1947)
- Law of the Canyon (1947)
- For the Love of Rusty (1947)
- The Corpse Came C.O.D. (1947)
- Sport of Kings (1947)
- The Son of Rusty (1947)
- Down to Earth (1947)
- Blondie in the Dough (1947)
- Her Husband's Affairs (1947)
- It Had to Be You (1947)
- Blondie's Anniversary (1947)
- Phantom Valley (1948)
- The Return of the Whistler (1948)
- Song of Idaho (1948)
- Adventures in Silverado (1948)
- The Fuller Brush Man (1948)
- Whirlwind Raiders (1948)
- The Sheepish Wolf (1948)
- Singin' Spurs (1948)
- The Gallant Blade (1948)
- Rusty Leads the Way (1948)
- The Return of October (1948)
- Smoky Mountain Melody (1948)
- Shockproof (1949)
- Slightly French (1949)
- Boston Blackie's Chinese Venture (1949)
- The Crime Doctor's Diary (1949)
- The Lone Wolf and His Lady (1949)
- Home in San Antone (1949)
- Laramie (1949)
- Johnny Allegro (1949)
- The Blazing Trail (1949)
- Lust for Gold (1949)
- The Secret of St. Ives - narrador (1949)
- South of Death Valley (1949)
- Bandits of El Dorado (1949)
- Tokyo Joe (1949)
- Rusty's Birthday (1949)
- Renegades of the Sage (1949)
- Texas Dynamo (1950)
- Hoedown (1950)
- David Harding, Counterspy (1950)
- On the Isle of Samoa (1950)
- Convicted (1950)
- Counterspy Meets Scotland Yard (1950)
- Frontier Outpost (1950)
- A Snitch in Time (1950)
- Gasoline Alley (1951)
- My True Story (1951)
- Fort Savage Raiders (1951)
- The Big Gusher (1951)
- Never Trust a Gambler (1951)
- Bonanza Town (1951)
- Cyclone Fury (1951)
- Saturday's Hero (1951)
- The Family Secret (1951)
- The Kid from Amarillo (1951)
- Pecos River (1951)
- Laramie Mountains (1952)
- The Rough, Tough West (1952)
- The Kid from Broken Gun - narrador (1952)
- Rainbow 'Round My Shoulder (1952)
- Serpent of the Nile – narrador (1953)
- Flame of Calcutta (1953)
- The Werewolf (1956)
- The Night the World Exploded - narrador (1957)
- The Giant Claw - narrador (1957)
- Crash Landing – narrador (1958)